# Життя попереду
Життя попереду (італ. La vita davanti a sé, англ. The Life Ahead) — італійській драматичний фільм режисера Едуардо Понті за сценарієм Понті та Уго Кіті за мотивами роману «Життя пепереду» Ромена Гарі. У ньому зіграли Софі Лорен, Ібрагіма Гуей, Абріл Замора, Ренато Карпентьєрі та Бабак Карімі.
Вийшов 13 листопада 2020 року на майданчику стрімінгового сервісу Netflix.

## Сюжет
Пані Роза — літня єврейка, яка, щоб гідно прожити останні роки свого життя, у своїй маленькій квартирі влаштовує свого роду школу для дітей, які переживають труднощі. Неохоче вона погоджується взяти під свою опіку 12-річного вуличного хлопчика сенегальського походження на ім'я Момо. Ці дві людини різні в усьому: вік, етнічна приналежність та релігія. З цієї причини спочатку їхні стосунки дуже конфліктні, але незабаром вони переростуть у несподівану і глибоку дружбу, коли, незважаючи ні на що, вони зрозуміють, що є спорідненими душами, пов'язаними спільною долею, яка назавжди змінить їхнє життя.

## В ролях
- Софі Лорен - пані Роза
- Ібрагіма Гуей - Момо
- Абріл Замора
- Ренато Карпентьєрі
- Бабак Карімі
- Массіміліано Россі

## Виробництво
У липні 2019 року було оголошено, що Софі Лорен, Ібрагаїм Гуей та інші приєдналися до акторської складу фільму, а Едуардо Понті буде режисером майбутнього фільму за власним сценарієм, який він написав разом з Уго Киті, за мотивами роману «Життя попереду» Ромена Гері.
У липні того ж року було розпочато зйомки фільму.

## Вихід фільму на екрани
У лютому 2020 року Netflix придбав права на розповсюдження фільму у всьому світі. Прокат фільму розпочався у Італії 6 листопада, а на майданчику стрімінгового сервісу Netflix фільм з'явився 13 листопада 2020.